# Hilgert
Hilgert är en kommun och ort i Westerwaldkreis i förbundslandet Rheinland-Pfalz i Tyskland.
Kommunen ingår i kommunalförbundet Verbandsgemeinde Höhr-Grenzhausen tillsammans med ytterligare tre kommuner.